# Линьероль (Кот-д’Ор)
Линьеро́ль (фр. Lignerolles) — коммуна во Франции, находится в регионе Бургундия. Департамент коммуны — Кот-д’Ор. Входит в состав кантона Монтиньи-сюр-Об. Округ коммуны — Монбар.
Код INSEE коммуны — 21350.

## Население
Население коммуны на 2010 год составляло 49 человек.
| 1962 | 1968 | 1975 | 1982 | 1990 | 1999 | 2010 |
| ---- | ---- | ---- | ---- | ---- | ---- | ---- |
| 69   | 63   | 70   | 62   | 48   | 53   | 49   |

## Экономика
В 2010 году среди 31 человека трудоспособного возраста (15—64 лет) 20 были экономически активными, 11 — неактивными (показатель активности — 64,5 %, в 1999 году было 70,4 %). Из 20 активных жителей работали 18 человек (10 мужчин и 8 женщин), безработных было 2 (2 мужчин и 0 женщин). Среди 11 неактивных 3 человека были учениками или студентами, 4 — пенсионерами, 4 были неактивными по другим причинам.